# 红胁蓝尾鸲
红胁蓝尾鸲（学名：Tarsiger cyanurus）又名紅脇藍尾鴝，俗名蓝点冈子及蓝尾巴根子，是小型雀形目鸟类。

## 分類與命名
屬名Tarsiger源自古希臘語tarsos（「足底」）和拉丁語gerere（「攜帶」）。種名cyanurus也是來自希臘語，其詞根為kuanos（「深藍色」）和oura（「尾巴」）。
過去一般認為該物種包含兩個亞種，T. c. cyanurus繁殖於北亞，而T. c. rufilatus則繁殖於喜馬拉雅山脈。如今，T. c. rufilatus越來越多地被視為獨立物種喜瑪拉雅藍尾林鴝（T. rufilatus）。該物種在鳥類學文獻中也以各種英文和學名為人所知。
分布於中國中北部的亞種albocoeruleus由威廉·邁塞於1937年描述。 它通常被認為無效，直到2018年由Hadoram Shirihai和Lars Svensson確認其有效性， 並於2022年發表的分子系統發生學研究中被提議為一個完整的物種，稱為祁連山藍尾鴝（T. albocoeruleus）。此物種在遺傳學和鳴聲上具有明顯的區別，但在形態學上僅有些微差異。albocoeruleus的雄鳥有較藍的前眉紋，且白色區域較cyanurus少。
下表列出了部分主要著作所採用的分類處理，按出版日期排序（最新的在前）：
| 出版物                         | 英文名稱        | 學名              | 分類註記                        |
| ------------------------------ | --------------- | ----------------- | ------------------------------- |
| IOC標準名單，版本2.5           | 藍尾鴝          | Tarsiger cyanurus | 單型；不包括rufilatus           |
| 柯林斯鳥類指南                 | 藍尾鴝          | Tarsiger cyanurus |                                 |
| IOC標準名單，版本1             | 藍尾鴝          | Tarsiger cyanurus | 多型；包括rufilatus             |
| 克萊門茲名錄（第6版）          | 藍尾鴝          | Tarsiger cyanurus | 多型；包括rufilatus             |
| 南亞鳥類：瑞普利指南\|南亞鳥類 | 北方紅脅鴝      | Tarsiger cyanurus | 單型；rufilatus分離             |
| 世界鳥類手冊（HBW）            | 橘脅鴝          | Tarsiger cyanurus | 多型；包括rufilatus，但建議分離 |
| 霍華德與摩爾（第3版）          | 橘脅鴝          | Luscinia cyanura  | 多型；包括rufilatus             |
| OBC名錄                        | 橘脅鴝          | Tarsiger cyanurus | 多型；包括rufilatus             |
| 霍華德與摩爾（第2版）          | 藍尾鴝          | Tarsiger cyanurus | 多型；包括rufilatus             |
| BWP                            | 藍尾鴝          | Tarsiger cyanurus | 多型；包括rufilatus             |
| Voous                          | 藍尾鴝或 橘脅鴝 | Tarsiger cyanurus | 多型；包括rufilatus             |

## 特征
一般长为13-14厘米，体重10-18克。特征为橘黄色两胁与白色腹部及臀成对比。雄鸟的上体灰蓝色；前额眼先和颊部黑色；颏、喉和胸均棕白色；腹和尾下覆羽纯白色;胸侧蓝色,两胁橙色。雌性是橄榄褐色（或普通的棕色），雌鸟胸部颜色较暗，前额和眼先白色沾黄，下体臀部和尾巴羽色似雄鸟。雄鸟比雌鸟羽色艳丽。

## 生态环境
长期栖于湿润山地森林及次生林的林下低处。

## 食物
以小昆虫、幼虫或飞蝇为食，有时也吃植物种子及果实；它会在觅食时先将食物储存在它身体中的某个囊里，然后有时间再“反刍”。

## 分布与繁殖
适应性强，有迁徙繁殖的特点。一般生活在北部或东北部地区，从芬兰东部横跨西伯利亚堪察加半岛，到日本、中国南部。冬季主要集中在东南亚，印度次大陆，喜马拉雅山脉，台湾，北部和印度支那。繁殖的范围向西到英国以及美国西部的阿拉斯加。